# Zachotín
Zachotín település Csehországban, a Pelhřimovi járásban. Zachotín Opatov, Velký Rybník, Dudín, Mladé Bříště, Mysletín, Vyskytná, Pelhřimov és Žirov településekkel határos. Lakosainak száma 236 fő (2024. január 1.).

## Népesség
A település lakosságának változását az alábbi diagram mutatja:
| Lakosok száma | 425  | 426  | 435  | 303  | 259  | 221  | 238  | 236  | 234  | 236  |
|               | 1869 | 1890 | 1921 | 1950 | 1980 | 2001 | 2017 | 2019 | 2022 | 2024 |